# 阎立品
阎立品（1921年2月7日—1996年8月11日），本名阎桂荣，河南封丘人，中国豫剧表演艺术家，豫剧五大名旦之一。阎立品以擅长闺门旦而著称，并因此被誉为“永不衰老的少女”。她曾担任中国剧协河南分会副主席、省政协常委、省人大常委。代表作品有《游龟山》、《秦雪梅》、《碧玉簪》、《藏舟》、《西厢记》等。

## 生平

### 民国时期
阎立品1921年2月7日出生于河南省封丘县仝蔡寨村，其父是阎彩云是豫剧祥符调著名男旦，十岁时（1932年），母亲将她送入开封“永安舞台—义成班”学戏，学艺问教于宗师周青山，拜豫剧名演员杨金玉、马双枝为师。一年后扮演《打金枝》中的开平公主一角登台演出。1936年4月，阎立品到太康县的民醒社搭班，一时引起轰动，其父阎彩云也在太康县，期间阎立品又从父亲那里学到了许多剧目。抗日战争爆发后，阎立品归隐僻壤，不再演戏，为免于日军侵扰，阎立品剪掉长髮，女扮男装。20世纪40年代初期，阎立品活跃于豫东南一带，先后和豫剧名旦徐艳琴、常香玉等同台演出，并排演《守湖州》、《克敌荣归》等爱国剧目。抗战胜利后，阎立品重返开封，并先后在郑州、蚌埠等地搭班演出。

### 共和国时期
中华人民共和国成立后的1953年冬，阎立品应邀加入商丘人民豫剧团，在上海丽都戏院演出时与梅兰芳的秘书许源来相识。之后，许源来从天津写信给阎立品，邀请其到天津观看梅兰芳的演出，梅兰芳与阎立品见面后，通过全面观察，梅兰芳决定收阎立品为徒，这是梅先生第一次收豫剧演员为徒。在梅兰芳的指导下，阎立品开始主攻闺门旦，同时对豫剧闺门旦的剧目进行研究整理，并先后移植了《碧玉簪》、《盘夫索夫》等剧。1954年2月，阎立品在上海向解放军代表团慰问演出，获得“解放军渡江纪念”奖章一枚。
1955年，阎立品从商丘调往洛阳市豫剧二团。1957年被划为右派，遭到批斗，直到1958年调往信阳地区豫剧团后恢复演出。在信阳期间，她对《秦雪梅》一剧进行了改进，从剧本、表演到唱腔进行了新的探索。文化大革命开始后，阎立品被视为“黑线人物”而惨遭迫害，禁演达10年之久。文革结束后，重返舞台的阎立品凭借高深的艺术造诣，继续受到观众欢迎，并收了很多徒弟。1996年8月11日在家乡封丘县病逝，享年75岁。